# Château de Matrera
Le château de Matrera est un château qui se situe à Villamartín, en Espagne,,.